# 로열 칼리지 오브 아트

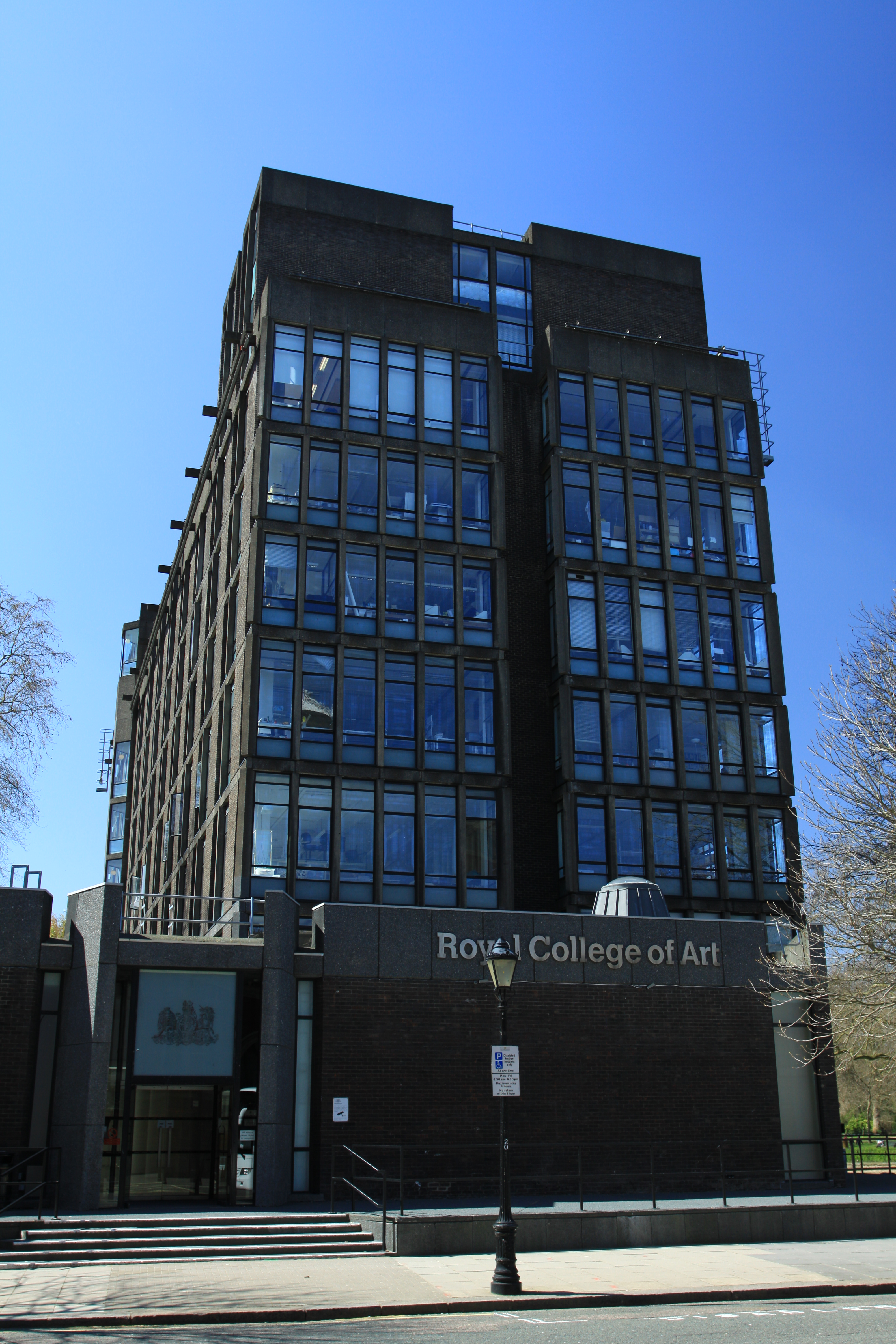

로열 칼리지 오브 아트(영어: Royal College of Art, RCA)는 잉글랜드 런던에 있는 세계에서 가장 영향력 있는 미술 디자인 대학원이다. QS 세계대학평가 학과별 순위에 따르면, 로열 칼리지 오브 아트는 2021년 7년 연속 세계 1위의 미술 디자인 대학으로 선정되었다.
로열 칼리지 오브 아트에는 Architecture, Communication, Design, Arts and Humanities 4개의 학과에 Graduate Diploma, Master’s, MPhil, MRes, PhD 학위 과정이 개설되어 있다. The History of Design 프로그램은 빅토리아 앨버트 박물관과 연계되어 있으며, 임페리얼 칼리지 런던과 함께하는 double MA/MSc in Innovation Design Engineering 프로그램도 있다.

## 연혁
1837년 관립 디자인 학교 (Government School of Design)로 설립되었다. 1852년 리처드 버쳇이 교장으로 취임하여다. 1853년 조직 확대와 함께 국립 미술 훈련 학교 (National Art Training School)로 이름을 바꾸고 말보로 하우스로 이전했다. 1857년에는 사우스켄싱턴으로 이전하였다. 19세기 동안 종종 사우스 켄싱턴 학교 (South Kensington Schools)라고 했다. 학교의 주요 목적은 교원 양성이었다.
1896년 학교 이름이 현재의 로얄 칼리지 오브 아트 (Royal College of Art)로 바뀌고 아트 디자인 실기를 중시하는 교육 정책으로 전환되었다. 그래픽 디자인, 산업 디자인, 제품 디자인 교육이 20세기 중반에 시작되었다. 1960년대에 RCA는 더욱 확대하여 1967년에는 영국 왕실 헌장을 받았다. 그로 인하여 독립적인 대학으로서의 지위를 획득하고 스스로 학위를 수여할 수 있게 되었다.

## 캠퍼스
로열 칼리지 오브 아트는 런던 시내 South Kensington, Battersea, White City 세 곳에 캠퍼스가 자리하고 있다.